# Szpitary
Szpitary – wieś w Polsce położona w województwie małopolskim, w powiecie proszowickim, w gminie Nowe Brzesko.
Wieś położona w końcu XVI wieku w powiecie proszowskim województwa krakowskiego była własnością klasztoru norbertanek na Zwierzyńcu w Krakowie.  W latach 1975–1998 miejscowość administracyjnie należała do województwa krakowskiego.
W Szpitarach urodzili się: 
- Zofia Kernowa (1889-1971), polska poetka i publicystka, działaczka niepodległościowa;
- ks. Zdzisław Kałwa (1931--2021), prałat Bazyliki Ofiarowania Najświętszej Maryi Panny w Wadowicach[4]